# ميلتون فييرا
ميلتون فييرا (بالإسبانية: Milton Viera)‏ (مواليد 11 مايو 1946) هو لاعب كرة قدم. يلعب مع منتخب الأوروغواي لكرة القدم. سبق له أن لعب في كأس العالم لكرة القدم مع منتخب بلاده.

## روابط خارجية
- ميلتون فييرا على موقع الاتحاد الدولي (مؤرشف)  (الإنجليزية)
- ميلتون فييرا على موقع قاعدة بيانات كرة القدم.إي يو (الإنجليزية)
- ميلتون فييرا على موقع ناشيونال فوتبول تيمز (الإنجليزية)
- ميلتون فييرا على موقع Soccerway.com (الإنجليزية)
- ميلتون فييرا على موقع عالم كرة القدم.نت (الإنجليزية)